# Служба безопасности полётов авиации Вооружённых сил Российской Федерации
Слу́жба безопа́сности полётов авиа́ции Вооружённых си́л Росси́йской Федера́ции — воинское формирование, специальная служба предназначенная для выполнения функций контроля за деятельностью авиационного персонала государственной авиации в части, касающейся обеспечения безопасности полётов.
Сформирована Постановлением Правительства Российской Федерации от 20 ноября 2001 года № 801 «О Службе безопасности полётов авиации Вооруженных сил Российской Федерации».
Служба является центральным органом военного управления Вооруженных сил Российской Федерации и самостоятельным подразделением Министерства обороны Российской Федерации, осуществляющим государственный межведомственный контроль за деятельностью авиационного персонала государственной авиации в части, касающейся безопасности полётов.
Сокращённое наименование службы — СБПА ВС России.

## История

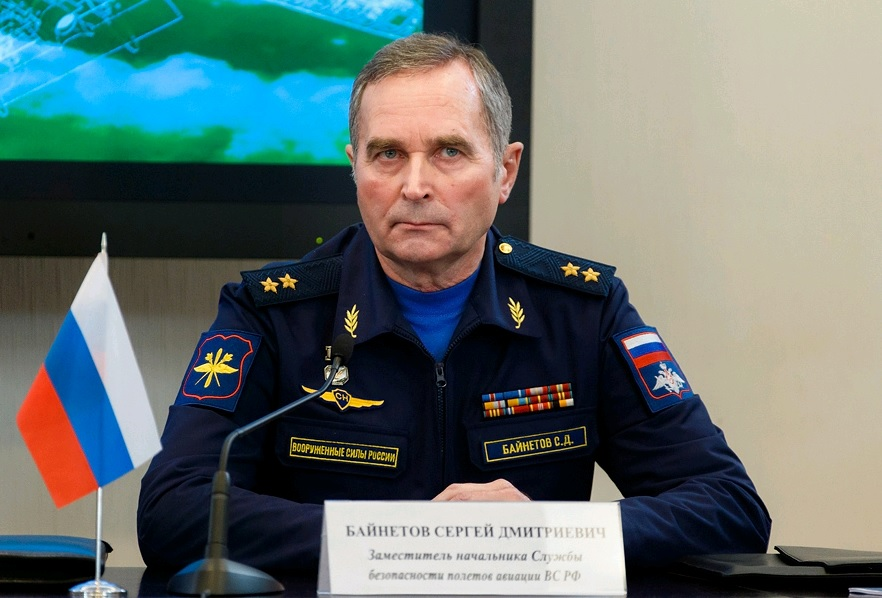
Начальник службы
(2005—2013, 2016 — н. в.)
генерал-лейтенант С. Д. Байнетов

19 мая 1977 года, в соответствии с Приказом Министра обороны СССР Маршала Советского Союза Д. Ф. Устинова, для организации деятельности по профилактике и расследованию авиационной аварийности в военной авиации была сформирована Центральная инспекция безопасности полетов (ЦИБП) Вооруженных Сил СССР. Начальником ЦИБП был назначен авторитетный, прославленный военачальник, участник Великой Отечественной войны, Герой Советского Союза маршал авиации Иван Иванович Пстыго. В 2018 году памятник первому начальнику ЦИБП открыт в здании Службы в Москве.
Из войск отбирались наиболее опытные, принципиальные, грамотные лётчики, штурманы, инженеры, политработники и другие специалисты организаторы лётной работы из числа руководящего состава полков, дивизий и армий. Сложность деятельности коллектива ЦИБП на первом этапе обуславливалась, в первую очередь, её новизной, отсутствием научной и нормативно-методической базы расследования и профилактики авиационных происшествий, недостаточностью специальной подготовки личного состава. Поэтому, наряду с основной работой по расследованию и профилактике авиационных происшествий, офицеры и генералы ЦИБП приступили к интенсивной учёбе в образовательных и научно-исследовательских вузах, учреждениях и на авиационных предприятиях. Одновременно с этим лучшие методисты ЦИБП разрабатывали нормативные документы по обеспечению безопасности полётов военной авиации, по методике организации этой деятельности и её проверок.
Через год, 19 мая 1978 года, приказом Министра обороны СССР было введено в действие Положение о ЦИБП, где наряду с подчинением, определялись состав (управление анализа и профилактики лётных происшествий, управление инспекций по безопасности полетов, группа инспекторов-политработников), главные задачи и права ЦИБП, вопросы взаимодействия с видами ВС СССР.
Приказом Д. Ф. Устинова от 23 марта 1984 года было введено в действие новое Положение о ЦИБП ВС СССР, в соответствии с которым ЦИБП подчинялась непосредственно Министру обороны СССР.
В 1988 году ЦИБП была переименована в Службу безопасности полётов.
Действующее Положение о Службе безопасности полётов утверждено Постановлением Правительства Российской Федерации от 20 ноября 2001 года № 801. 
Основными задачами Службы безопасности полётов являются
- Основные задачи Службы безопасности полётов:
- проведение мероприятий государственного контроля деятельности авиационного персонала государственной авиации в области безопасности полётов;
- расследование авиационных происшествий с участием воздушных судов Министерства обороны Российской Федерации и других федеральных органов исполнительной власти и организаций;
- классификация и учёт авиационных происшествий и авиационных инцидентов в Российской Федерации, проверка деятельности федеральных органов исполнительной власти и организаций по ведению расследований авиационных происшествий и инцидентов;
- выявление опасных факторов, присущих авиационным системам, по результатам контроля деятельности авиационного персонала государственной авиации и расследований авиационных происшествий и инцидентов;
- оперативное информирование руководителей федеральных органов исполнительной власти и организаций, Минтранса России, Минпромэнерго России и Межгосударственного авиационного комитета об авиационных происшествиях и инцидентах с государственными воздушными судами.[3]

## Начальники
- маршал авиации Пстыго Иван Иванович (1977—1983);
- маршал авиации Кирсанов Пётр Семёнович (1983—1985);
- генерал-лейтенант авиации Масалитин Пётр Николаевич  (1985—1987);[источник не указан 1151 день]
- генерал-полковник авиации Русанов Евгений Александрович  (1988—1994);
- генерал-полковник авиации Тарасенко Анатолий Федорович (1994—2001);
- генерал-лейтенант Солнцев Сергей Николаевич (2001—2005);
- генерал-лейтенант Байнетов Сергей Дмитриевич (2005—2012);
- генерал-лейтенант запаса Алёшин Александр Викторович (апрель 2012 — 2014);
- генерал-майор Берзан Александр Яковлевич (2014—2016);
- генерал-лейтенант Байнетов Сергей Дмитриевич (с 2016)[4].

## Задачи
Согласно Постановлению Правительства РФ от 20 ноября 2001 года № 801 «О Службе безопасности полётов авиации Вооруженных Сил Российской Федерации» основными задачами Службы являются:
- осуществление государственного контроля за деятельностью авиационного персонала государственной авиации в части, касающейся безопасности полётов;
- организация и проведение расследований авиационных происшествий и авиационных инцидентов с воздушными судами, находящимися в пользовании Министерства обороны Российской Федерации, отдельных авиационных происшествий и авиационных инцидентов с государственными воздушными судами федеральных органов исполнительной власти и организаций, а также авиационных происшествий и авиационных инцидентов, в которые вовлечен авиационный персонал нескольких федеральных органов исполнительной власти и организаций;
- классификация и учёт авиационных происшествий и авиационных инцидентов в государственной авиации Российской Федерации, проверка деятельности федеральных органов исполнительной власти и организаций по ведению расследований, классификации и учёта авиационных происшествий и авиационных инцидентов.